# Rock the Classic
Rock the Classic ist eine Fernsehsendung von 3sat und dem Schweizer Radio und Fernsehen. Die von Wigald Boning moderierte Sendung beobachtet, wie unterschiedliche Musikbands ein ihnen unbekanntes Stück aus einem fremden Genre in die eigene musikalische Sprache übersetzen. Dabei werden die Bands meist von Experten begleitet und unterstützt.

## Folgen und Sendetermine
Die erste Staffel startete am Samstag, 28. November 2015 auf 3sat. Es wurden jeweils zwei Folgen mit unterschiedlichen Bands und Aufgabenstellungen hintereinander ausgestrahlt. Staffel 2 der Serie wurde ab Frühjahr 2016 gedreht und im Herbst 2016 ausgestrahlt.

## Teilnehmende Bands
An der Staffel 1 nahmen folgende Musiker teil:
| Band                | Komponist                   | Titel                       | Experte                                                         |
| ------------------- | --------------------------- | --------------------------- | --------------------------------------------------------------- |
| Eluveitie           | Edvard Grieg                | In der Halle des Bergkönigs | Beat Blättler, Solo-Fagottist des Luzerner Sinfonieorchesters   |
| LaBrassBanda        | Wolfgang Amadeus Mozart     | Dies irae                   | Johannes Gierl und der Salzburger Mozartchor                    |
| Schürzenjäger       | Pjotr Iljitsch Tschaikowski | Tanz der Zuckerfee          | Fausto Quintabà, Korrepetitor am Landeskonservatorium Innsbruck |
| Heidi Happy         | Johann Sebastian Bach       | Badinerie                   | Andreas Marti, Organist                                         |
| Django 3000         | Wolfgang Amadeus Mozart     | Rondo alla turca            |                                                                 |
| Steaming Satellites | Ludwig van Beethoven        | Ode an die Freude           | Teresa Tièschky, Opernsängerin                                  |

In der zweiten Staffel war immer Beat Blättler als Klassikexperte dabei.
| Band                | Komponist            | Titel                                |
| ------------------- | -------------------- | ------------------------------------ |
| Dexico              | Georges Bizet        | Carmen                               |
| Trauffer            | Bedřich Smetana      | Die Moldau                           |
| The Krüger Brothers | Gioachino Rossini    | Wilhelm Tell                         |
| Bauchklang          | Antonio Vivaldi      | Der Sommer (Die vier Jahreszeiten)   |
| Mad Sin             | Ludwig van Beethoven | Symphonie Nr. 5 (Schicksalssinfonie) |